# English Electric Wren

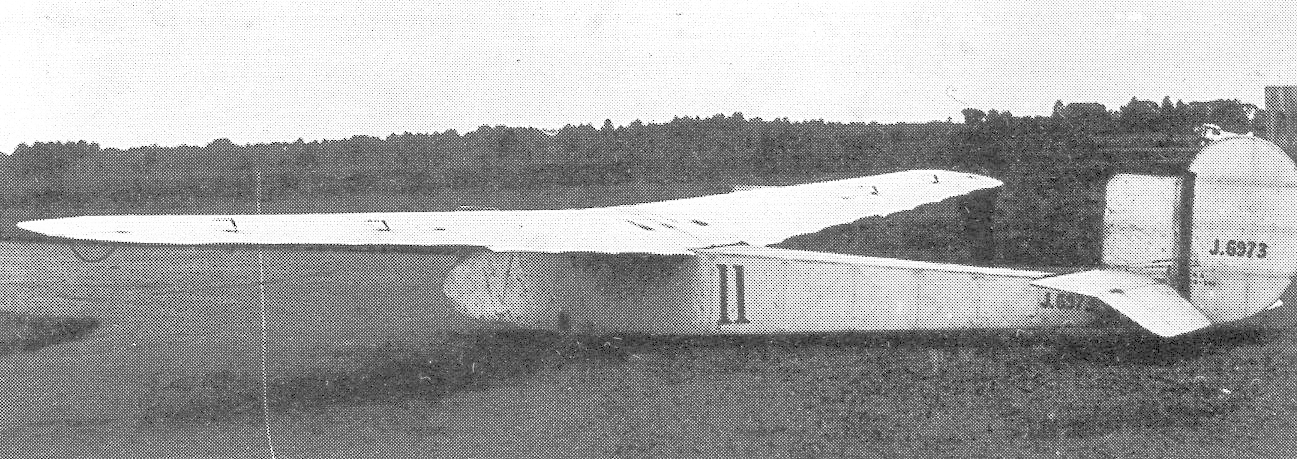
English Electric Wren

Die English Electric Wren (deutsch: Zaunkönig) war ein 1920 von dem englischen Unternehmen English Electric gebauter Ultraleicht-Eindecker.

## Technische Daten
| English Electric Wren |                     |
| Kenngröße             | Daten               |
| Länge                 | 7,39 m              |
| Flügelspannweite      | 11,28 m             |
| Tragflügelfläche      | 13,5 m²             |
| Antrieb               | ein ABC 8 hp (6 kW) |
| Höchstgeschwindigkeit | 80 km/h             |
| Reichweite            | 140,8 km            |
| Besatzung             | 1 Pilot             |
| Leergewicht           | 105 kg              |
| max. Startgewicht     | 191 kg              |